# Hypsicera nepalensis
Hypsicera nepalensis là một loài tò vò trong họ Ichneumonidae.